# Carro solar de Trundholm

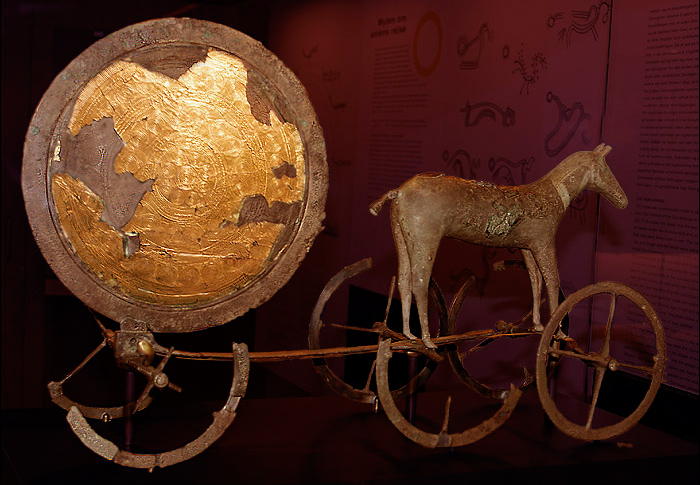
Costado con elementos dorados.

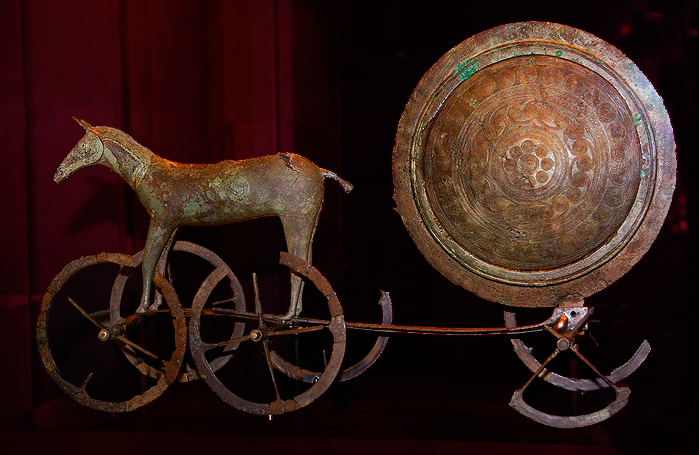
Costado sin huellas de elementos dorados.

El carruaje solar de Trundholm (en danés Solvognen) es un objeto de la edad de bronce nórdica tardía descubierto en Dinamarca, que ha sido interpretado como el Sol arrastrado por una yegua, pudiendo tener una relación con elementos de la mitología nórdica tardía encontrados en fuentes del siglo xiii. En la actualidad pertenece a la colección del Museo Nacional de Dinamarca en Copenhague. Data concretamente del año 1300 a. C.

## Características
Un campesino, Frederik Willumsen, encontró el carro del sol el 7 de septiembre de 1902 la primera vez que pasó su arado por la marisma de la localidad de Trundholm, en la región de Selandia, Dinamarca. Lo llevó a su casa y dejó que su hijo jugara con el caballo, creyendo que la figura era solo un pedazo de juguete antiguo. El carro del sol, sin embargo, ya estaba dañado desde la Edad del Bronce, ya que posiblemente se hundió en el pantano como una ofrenda. En 1998, un detector de metales reveló en el mismo lugar otros fragmentos de las seis ruedas.
El carruaje solar de Trundholm es una estatua de bronce y oro, que comprende un disco de 25 cm, con una altura total de 59 cm. El elemento equino se encuentra sobre una estructura que comprende cuatro ruedas. Bajo el disco también hay ruedas, conectadas asimismo al resto del objeto. Todas las ruedas tienen cuatro radios. Para su realización se recurrió a una técnica de repujado y cera perdida en hueco.